# Plectrocnemia wui
Plectrocnemia wui là một loài Trichoptera trong họ Polycentropodidae. Chúng phân bố ở miền Cổ bắc.